# 吳勇 (牧師)
吳勇（1920年1月8日—2005年1月9日），是一台灣基督教的長老，在華人基督教界頗具影響力的傳道人。

## 早年
吳勇1920年生於廈門，2歲時全家搬到新加坡，少年時排斥基督教，曾率眾前往宋尚節佈道會鬧場。1938年因策劃反英活動，被新加坡殖民政府驅逐出境，輾轉返回福建，途中受到很多基督徒朋友幫助。1945年擔任中央警官學校音樂老師，與基督徒賴寶戀結婚，又被派到臺灣接收日本人的財產。

## 傳道人生涯
因為賴寶戀的影響，和先前與其他基督徒接觸的經驗，吳勇逐漸接受基督教。1946年他被一教堂的歌聲所吸引，就進去聽道，並決定信基督，之後於台北市許昌街青年團契聚會與事奉，建立台北基督徒地方教會。
1951年時，吳勇突然被診斷出罹患大腸癌末期，開刀時醫發現癌細胞已蔓延，無法切除，只好照舊縫合起來。然而僅僅20天後，吳勇的癌症奇妙地治愈，他也開始全職服事。由於這個經歷，許多人慕名而來聽他講道而信耶穌。
吳勇沒有進神學院。雖然他是教會領袖，但他不用牧師的職稱，他對華人基督教界的影響不低於任何在那個時代的華人牧師。1960年代起，他開始推展華人教會的海外宣教工作，並創立中華海外宣道協會（1968年）、中華福音神學院（1970年）以及基督門徒訓練中心（1981年），造就許多華人教會傳道人。授權台北榮神文化2000年獨家出版《吳勇全集》，精裝本合計33卷，由台灣知名基督徒女作家陳佩璇擔任總編輯。
吳勇於2005年1月9日凌晨在洛杉磯住家睡夢中逝世，終年85歲。

## 外部連結
- 吳勇長老講道全集 （页面存档备份，存于）